# Кубанска низина
Кубанската низина (на руски: Прикубанская низменность) е низина в Югозападна Русия, на територията на Краснодарски край и Ростовска област, част от Източноевропейската равнина.
На юг достига до предпланините на Голям Кавказ, на северозапад – до Азовско море, на север – до долните течения на рекита Дон и Манич, а на изток Ставрополските възвишения я отделят от Терско-Кумската низина. Южната половина попада в басейна на река Кубан, а на север по-големи реки са Бейсуг и Ея. Низината е относително гъсто населена, като най-голям град е Краснодар.